# Nemo Schiffman
Nemo Schiffman (Parigi, 21 aprile 2000) è un cantante e attore francese.

## Biografia
Nato da Emmanuelle Bercot e Guillaume Schiffman è anche nipote di Suzanne Schiffman e di Mathieu Shiffman.

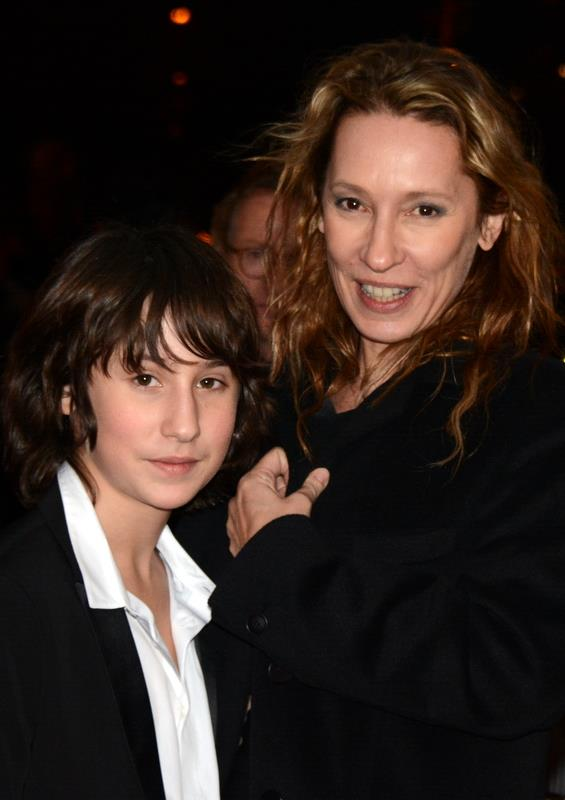
Nemo Schiffman con sua madre Emmanuelle Bercot nel 2014

Inizia la sua carriera da attore recitando in molti film di sua madre. Nel 2014 partecipa al talent show The Voice Kids dove arriva al secondo posto dietro a Carla e Henry. Nel 2016 firma un contratto con Warner Music Group con cui pubblica il 22 aprile 2016 il suo primo singolo Will. Nel 2017 pubblica un duetto con Nilusi chiamato Stop the rain.
Nel 2019 è protagonista della serie Netflix francese Mortale, creata da Frédéric Garcia con Carl Malapa e Manon Bresch.

## Filmografia
- Backstage, regia di Emmanuelle Bercot (2004)
- On My Way (Elle s'en va), regia di Emmanuelle Bercot (2013)
- La promessa dell'alba, regia di Éric Barbier (2017)
- L'empereur de Paris, regia di Jean-François Richet (2018)

### Cortometraggio
- Quelq'un vous aime, regia di Emmanuelle Bercot (2003)

### Televisione
- Trepalium (2016)
- Mortale, serie TV, 6 episodi (2019)

## Discografia

### EP
- 2018 - Omen (acoustic)

### Singoli
- 2016 - Will
- 2016 - I don't mind
- 2017 - Stop the rain (con Nilusi)
- 2018 - Omen

## Doppiatori italiani
Nelle versioni in italiano dei suoi film, Nemo Schiffman è stato doppiato da:
- Riccardo Suarez in On My Way
- Alberto Franco in Mortale